# Amad Diallo
Amad Diallo (sinh ngày 11 tháng 7 năm 2002), còn được gọi đơn giản là Amad, là một cầu thủ bóng đá chuyên nghiệp người Bờ Biển Ngà hiện đang thi đấu ở vị trí tiền đạo cánh cho câu lạc bộ Premier League Manchester United và đội tuyển bóng đá quốc gia Bờ Biển Ngà.
Diallo sinh ra tại Bờ Biển Ngà, sau đó chuyển đến Ý khi còn nhỏ. Anh gia nhập lò đào đạo trẻ của Atalanta vào năm 2015, tại đây anh giành 2 chức vô địch Campionato Primavera 1. Năm 2019, anh ghi bàn trong trận đấu ra mắt cho đội một Atalanta. Tháng 1 năm 2021, Amad gia nhập Manchester United và được cho mượn tại Rangers và Sunderland.
Amad có trận đấu quốc tế đầu tiên cho Bờ Biển Ngà vào tháng 3 năm 2021, trong trận đấu vòng loại Cúp bóng đá châu Phi 2021.

## Thời thơ ấu
Sinh ra tại Abidjan, Bờ Biển Ngà, Amad di cư sang Ý khi còn nhỏ. Anh bắt đầu chơi cho đội trẻ của Boca Barco vào tháng 9 năm 2014, tại đấy anh gây ấn tượng tại một giải đấu Giáng sinh cùng năm; anh là cầu thủ ghi nhiều bàn thắng nhất giải đấu đồng thời cũng là cầu thủ trẻ nhất trên sân. Amad chính thức được đăng ký vào đội vào ngày 14 tháng 1 năm 2015.

## Sự nghiệp câu lạc bộ

### Atalanta

#### 2015–2020: Cấp độ trẻ
Một số câu lạc bộ Serie A bắt đầu quan tâm đến anh, Amad quyết định chuyển đến Atalanta vào năm 2015.
Trong mùa giải 2016–17, anh đã chơi cho đội U-15, trước khi sang U-17 vào mùa giải 2017–18, nơi anh ghi 12 bàn sau 27 lần ra sân. Trong mùa giải 2018–19, Amad đã ghi 12 bàn và thực hiện bảy pha kiến tạo trong 16 trận, và sáu bàn thắng và sáu đường kiến tạo trong 26 trận ở Campionato Primavera 1, giải vô địch dành cho lứa tuổi dưới 19. Anh đã vô địch mùa giải 2018–19 với Atalanta.
Vào đầu mùa giải 2019–20, Diallo đã giành được giải Supercoppa Primavera 2019, cùng với hai pha kiến tạo trong chiến thắng 2-1 trước Fiorentina. Anh ghi sáu bàn và thực hiện sáu pha kiến tạo trong 25 trận tại giải đấu, giúp Atalanta giành chức vô địch Campionato Primavera 1 mùa thứ hai liên tiếp.

#### 2019–2021: Đội một
Amad có trận ra mắt Serie A vào ngày 27 tháng 10 năm 2019 khi vào sân từ băng ghế dự bị ở phút 79 trong trận đấu gặp Udinese; anh ghi bàn thắng đầu tiên trong sự nghiệp của mình ở cấp độ chuyên nghiệp cho Atalanta chỉ 4 phút sau đó trong chiến thắng 7–1 trên sân nhà. Diallo trở thành cầu thủ sinh năm 2002 đầu tiên ghi bàn trong giải đấu hàng đầu nước Ý. Lần đầu tiên anh được gọi vào đội hình UEFA Champions League là vào ngày 11 tháng 12 năm 2019, Amad Traore dự bị và không được sử dụng trong chiến thắng 3–0 trước Shakhtar Donetsk.

### Manchester United
Ngày 5 tháng 10 năm 2020, Manchester United đồng ý ký hợp đồng với Diallo vào tháng 1 năm 2021, trong khi chờ thỏa thuận các điều khoản cá nhân, thông qua y tế và vấn đề giấy phép lao động. Mức phí được báo cáo là 25 triệu € - 40 triệu € bao gồm cả tiền thưởng. Diallo chính thức gia nhập vào ngày 7 tháng 1 năm 2021, theo hợp đồng 5 năm với tùy chọn gia hạn thêm một năm. Vào ngày 30 tháng 1 năm 2021, Diallo đã ghi một cú đúp trong trận đấu đầu tiên của anh cho đội tuyển U23 trong chiến thắng 6–3 trước Liverpool. Anh được gọi vào đội bóng cấp chuyên nghiệp vào ngày 9 tháng 2, với tư cách là cầu thủ dự bị và không được thi đấu trong suốt trận đấu ở vòng 5 FA Cup với West Ham, ở trận này Manchester United để được 1–0 sau hiệp phụ. Vào ngày 18 tháng 2 năm 2021, Diallo có trận đấu ra mắt cho đội một của Manchester United khi anh vào sân thay cho Mason Greenwood trong chiến thắng 4–0 của đội trước Real Sociedad ở trận đấu lượt đi vòng 32 đội Europa League. Vào ngày 12 tháng 3 năm 2021, Amad Diallo đã có bàn thắng đầu tiên của mình tại Manchester United trong trận đấu với AC Milan khuôn khổ vòng 1/8 Europa League

#### Rangers F.C. (cho mượn)
Vào ngày 27 tháng 1 năm 2022, Amad Diallo chính thức kí kết hợp đồng với đội bóng giải ngoại hạng Scotland Rangers theo dạng cho mượn từ Manchester United có thời hạn đến hết mùa giải. Anh lập tức tỏa sáng trong trận ra mắt với bàn thắng ngay phút thứ 5 sau đường căng ngang thuận lời từ Aribo Ayodele-Aribo Lưu trữ ngày 31 tháng 7 năm 2013 tại Wayback Machine trong trận hòa 3-3 trước đội chủ nhà Ross County trước khi chấm dứt hợp đồng vào cuối tháng 8/2022.

#### Sunderland (cho mượn)
Mặc dù mùa giải chưa kết thúc nhưng Diallo quyết định lựa chọn Sunderland đội bóng tại giải hạng nhất nước Anh EFL Championship làm bến đỗ đến hết mùa giải. Những trận đấu đầu tiên Diallo chỉ xuất hiện trên ghế dự bị và đá ở vị trí trung phong cắm trái sở trường nên chưa thể hiện được nhiều nhưng khi huấn luyện viên trưởng mới được bổ nhiệm lúc đó Tony Mowbray chuyển anh qua tiền đạo cánh phải thì Diallo đã tiến bộ hơn rất nhiều. Những màn trình diễn ấn tượng của Diallo sau đó đã được Mowbray tin dùng trong mỗi trận đấu. Anh đã có 7 bàn tháng trong 13 trận góp mặt-một thành tích đầy ấn tượng, đến cuối mùa giải Diallo được coi là một trong những cầu thủ hay nhất Sunderland thời điểm đó với 14 bàn thắng sau 43 trận thi đấu.

#### Mùa giải 2023-2024: Trở lại United
Amad nhận được tín nhiệm của huấn luyện viên Erik ten Hag để ở lại thi đấu cho United kể từ chuyến du đấu mùa hè 2023, nhưng đã bị chấn thương nặng trong chuyến du đấu hè và phải nghỉ đến cuối năm 2023. Anh có trận ra sân đầu tiên ở mùa giải vào ngày 30 tháng 12 năm 2023, trong trận thua 2-1 trên sân Nottingham Forest F.C..
Ngày 17 tháng 3 năm 2024, Amad thi đấu trong trận tứ kết Cúp FA trên sân Old Trafford, và ghi bàn thắng quyết định giúp United thắng 4-3 trước Liverpool F.C. ở cuối hiệp phụ thứ hai. Amad sau đó cởi áo ăn mừng và phải nhận thẻ vàng thứ hai nên bị đuổi ra khỏi sân ngay trước khi trận đấu kết thúc. Tuy nhiên, anh sau đó vẫn nhận giải thưởng cầu thủ xuất sắc nhất trận đấu của ban tổ chức. Ngày 15 tháng 5, Amad thực hiện một pha kiến tạo cho Kobbie Mainoo ghi bàn, sau đó anh có bàn thắng đầu tiên tại Premier League, ghi bàn thứ hai cho United vào lưới Newcastle United F.C. trong chiến thắng chung cuộc 3–2.

## Phong cách thi đấu
Một cầu thủ chạy cánh cũng có khả năng chơi như một tiền vệ cánh (tiếng Ý: mezzala), Diallo là một cầu thủ nhanh nhẹn và năng động, có kỹ thuật cao và tầm nhìn tốt trong trận đấu.

## Đời tư
Ngày 11 tháng 7 năm 2020, đúng ngày sinh nhật thứ 18 của mình, cầu thủ này đã đổi tên Instagram của mình từ "Amad Traoré" thành "Amad Diallo", kèm theo chú thích "đừng gọi tôi là Traoré nữa". Vào tháng 9 năm 2020, tên của anh được đổi thành Amad Diallo.

## Bê bối
Vào tháng 7 năm 2020, văn phòng công tố viên Parma đã khởi tố cuộc điều tra về việc buôn bán cầu thủ bóng đá. Trong số những người có liên quan có Hamed Mamadou Traorè, người họ hàng xa của Amad và người được cho là anh trai của anh Hamed Traorè , bị buộc tội giả làm cha của họ để tạo điều kiện cho họ nhập cư đến nước Ý. Điều này cũng làm nảy sinh nghi vấn về mối quan hệ giữa Amad và Hamed.
Vào ngày 10 tháng 2 năm 2021, Diallo bị kết tội vi phạm Bộ luật Tư pháp Thể thao Ý khi gia nhập câu lạc bộ bóng đá "ASD Boca Barco" vào năm 2015 dưới tên "Amad Diallo Traorè". Anh bị buộc tội làm giả tài liệu để làm giả mạo mối quan hệ với Hamed Mamadou Traorè, một công dân Bờ Biển Ngà cư trú tại Ý, với mục đích yêu cầu đoàn tụ gia đình. Diallo đã biện hộ cho điều này, và Văn phòng Công tố Liên bang đã phạt anh 48.000 €.

## Thống kê sự nghiệp

### Câu lạc bộ
Tính đến ngày 27 tháng 4 năm 2024
| Club              | Season       | League               | League | League | National cup | National cup | League cup | League cup | Europe | Europe | Other | Other | Total | Total |
| Club              | Season       | Division             | Apps   | Goals  | Apps         | Goals        | Apps       | Goals      | Apps   | Goals  | Apps  | Goals | Apps  | Goals |
| ----------------- | ------------ | -------------------- | ------ | ------ | ------------ | ------------ | ---------- | ---------- | ------ | ------ | ----- | ----- | ----- | ----- |
| Atalanta          | 2019–20      | Serie A              | 3      | 1      | 0            | 0            | —          | —          | 0      | 0      | —     | —     | 3     | 1     |
| Atalanta          | 2020–21      | Serie A              | 1      | 0      | —            | —            | —          | —          | 1      | 0      | —     | —     | 2     | 0     |
| Atalanta          | Total        | Total                | 4      | 1      | 0            | 0            | —          | —          | 1      | 0      | —     | —     | 5     | 1     |
| Manchester United | 2020–21      | Premier League       | 3      | 0      | 1            | 0            | —          | —          | 4      | 1      | —     | —     | 8     | 1     |
| Manchester United | 2021–22      | Premier League       | 0      | 0      | 0            | 0            | 0          | 0          | 1      | 0      | —     | —     | 1     | 0     |
| Manchester United | 2022–23      | Premier League       | 0      | 0      | 0            | 0            | 0          | 0          | 0      | 0      | —     | —     | 0     | 0     |
| Manchester United | 2023–24      | Premier League       | 5      | 0      | 3            | 1            | 0          | 0          | 0      | 0      | —     | —     | 8     | 1     |
| Manchester United | Total        | Total                | 8      | 0      | 4            | 1            | 0          | 0          | 5      | 1      | —     | —     | 17    | 2     |
| Rangers (loan)    | 2021–22      | Scottish Premiership | 10     | 3      | 3            | 0            | —          | —          | 0      | 0      | —     | —     | 13    | 3     |
| Sunderland (loan) | 2022–23      | Championship         | 37     | 13     | 3            | 0            | 0          | 0          | —      | —      | 2     | 1     | 42    | 14    |
| Career total      | Career total | Career total         | 59     | 17     | 10           | 1            | 0          | 0          | 6      | 1      | 2     | 1     | 77    | 20    |

1. ↑  Includes Coppa Italia, FA Cup, Scottish Cup
2. ↑  Includes EFL Cup, Scottish League Cup
3. 1 2  Appearance in UEFA Champions League
4. ↑  Appearances in UEFA Europa League
5. ↑  Appearances in EFL Championship play-offs

### Quốc tế
Tính đến ngày 12 tháng 6 năm 2021.
| Đội tuyển quốc gia | Năm       | Trận | Bàn |
| ------------------ | --------- | ---- | --- |
| Bờ Biển Ngà        | 2021      | 3    | 1   |
| Tổng cộng          | Tổng cộng | 3    | 1   |

Bàn thắng của đội tuyển Bờ Biển Ngà được ghi trước.
| #  | Ngày               | Địa điểm                                                | Đối thủ      | Bàn thắng | Kết quả | Giải đấu |
| -- | ------------------ | ------------------------------------------------------- | ------------ | --------- | ------- | -------- |
| 1. | 5 tháng 6 năm 2021 | Sân vận động Quốc gia Bờ Biển Ngà, Abidjan, Bờ Biển Ngà | Burkina Faso | 2–1       | 2–1     | Giao hữu |

## Danh hiệu

### Câu lạc bộ
Trẻ Atalanta
- Campionato Primavera 1: 2018–19, 2019–20
- Supercoppa Primavera: 2019
- Campionato Giovanissimi Nazionali: 2015–16

 Manchester United
- Á quân UEFA Europa League: 2020–21
- FA Cup: 2023–24